# Bert Dockx

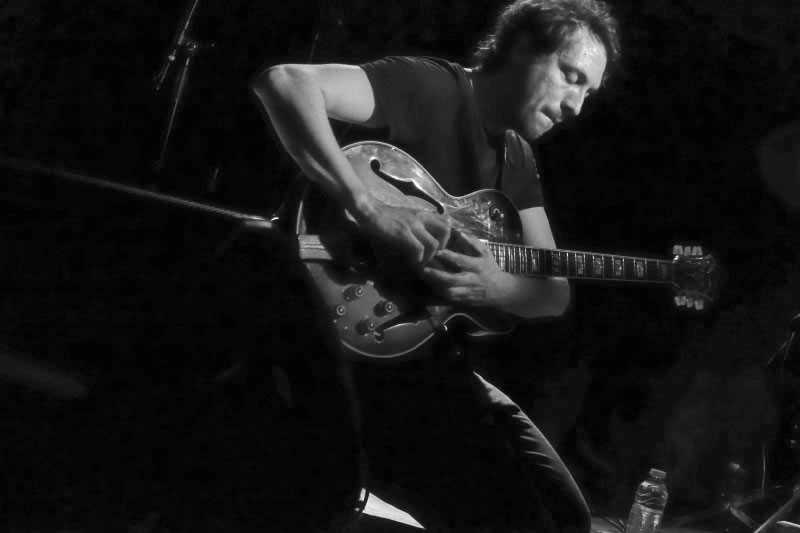
Aarhus 2016

Bert Dockx (Antwerpen, 1980) is een Belgisch componist, zanger en jazzgitarist die zijn opleiding genoot aan de Jazz Studio en het Koninklijk Conservatorium Brussel.
In 2008 richtte hij Flying Horseman op, een band die oorspronkelijk begon als soloproject. Flying Horseman werd in 2013 genomineerd voor twee Music Industry Awards ('album van het jaar' en 'alternative'). Dockx zelf werd in 2013 en 2014 genomineerd in de categorie 'beste muzikant'. Hij won tevens de tweejaarlijkse Cultuurprijs KU Leuven 2015-2016.
Dockx is ook gitarist bij de instrumentale bands Dans Dans, Ottla en Sweet Defeat en brengt zijn meeste releases uit via Unday Records. In het theater maakte hij muziek voor verschillende gezelschappen, waaronder HETPALEIS, Het Toneelhuis, De Tijd en Theater Zuidpool. Voor de voorstelling Empedokles van Theater Zuidpool componeerde en speelde hij een soundtrack met elementen uit, rock, klassiek, jazz, ambient en abstracte improvisatie.
In 2013 cureerde hij de eerste jaargang van A Track in het Concertgebouw in Brugge, waar hij inging op zijn muzikale invloeden.
Eind 2014 waagde Bert Dockx zich onder de naam Strand in het Nederlands aan een intiem, solo-album vol poëtische, impressionistische muziek. In het voorjaar van 2015 was Bert de muzikale gast op de tournee van “Saint Amour” en in mei van datzelfde jaar mocht hij de prestigieuze, tweejaarlijkse cultuurprijs van de KU Leuven in ontvangst nemen. Later dat jaar stond hij met Flying Horseman n.a.v. hun 5e album ‘Night is Long’ o.a. in het voorprogramma van Balthazar in Vorst Nationaal. In 2016 volgde een uitgebreide tour met Flying Horseman en een nieuwe plaat met Dans Dans die daarmee ook in het buitenland stilaan voet aan grond kregen. Verder schreef en performde Bert muziek bij de dansvoorstelling ‘The Jungle is our House’ van het Nederlandse Club Guy & Roni en componeerde hij de muziek voor Peter Monsaerts langspeelfilm ‘Le Ciel Flamand’.
Begin 2017 was Bert met Flying Horseman gedurende 7 weken artist in residence bij deSingel in Antwerpen. De residentie resulteerde in de performance ‘Rooms / Ruins’ die naast een première in deSingel nog 7 keer werd gespeeld in België en Nederland. In de zomer van dat jaar werd de muziek ook opgenomen in wat het nieuwe album van de band moet worden. Eind 2017 componeerde Bert ook nog de muziek voor ’One Million and Me’, de nieuwe voorstelling van Veerle van Overloop en maakte hij de soundtrack voor ‘Ahmed’, een kortfilm van Leander Coorevits.
In het najaar van 2018 bracht Bert Dockx 'Transit' uit. Een volledig live opgenomen solo-album dat enkel bestaat uit avontuurlijke interpretaties van enkele iconische songs van o.a. Bruce Springsteen, Joy Division, Townes Van Zandt en Bob Dylan. In 2019 werd het eerste album van zijn jazz-ensemble Ottla uitgebracht.
In 2022 bracht Dockx twee nieuwe albums uit, één met Dans Dans en één als soloartiest, en schreef hij bovendien de soundtrack voor de veelgeprezen film A Parked Life van Peter Triest. De Morgen noemde "de genuanceerde soundtrack van maestro Bert Dockx (Flying Horseman) even veelzeggend als tien commentaarstemmen samen".

## Discografie

### Ottla
- 2019: Ottla (album)
- 2023: Kroniek Van Het Vuur (EP)
- 2024: Vogel (album)

### Bert Dockx Band
- 2023: Ghosts (album)

### Solo
- 2014: Dood / Beeld (single)
- 2014: Strand (album)
- 2018: Transit (album)
- 2022: Safe (album)

### Dans Dans
- 2012: Dans Dans (album)
- 2013: I/II (album)
- 2014: Worm (live EP)
- 2014: Live At Roma (livealbum)
- 2014: 3 (album)
- 2016: Sand (album)
- 2019: Dans Dans (reissue)
- 2021: Zink (album)
- 2022: 6 (album)

### Flying Horseman
- 2010: Wild Eyes (album)
- 2012: Twist (album)
- 2012: Navigate (EP)
- 2013: City Same City (album)
- 2015: Night is Long (album)
- 2018: Rooms / Ruins (album)
- 2020: Mothership (album)

### Muziek voor film
- 2007: Soundtrack Les Liens Du Sang (regie: Jacques Maillot / compositie: Stéphan Oliva)
- 2012: Soundtrack The Zigzag Kid (regie: Vincent Bal / compositie: Thomas De Prins)
- 2016: Composities voor de film Le Ciel Flamand (regie: Peter Monsaert)
- 2017: Composities en opnamen voor One Million and Me (regie: Veerle van Overloop)
- 2017: Soundtrack Ahmed (regie: Lander Coorevits)
- 2018: Componist voor de kortfilm Silent Campine (regie: Steffen Geypens)
- 2022: Componist voor de film A Parked Life (regie: Peter Triest)
- 2023: Soundtrack voor En Vagues (regie: Alex Schuurbiers)

### Muziek voor theater
- 2005: Gastmuzikant bij Beats van Het Toneelhuis (Josse De Pauw)
- 2007: Song voor theatermonoloog Vader (Stefan en Peter Perceval)
- 2011: Manollo Manouche & Les Filles de Minuit van de Arenberg (regie: Manou Kersting)
- 2011: Solist bij In Progress (A Symphonic Poem About Life) (uitvoering: GUSO / compositie: Michiel De Malsche)
- 2012: Veldwerk van De Tijd (regie: Lucas Vandervorst)
- 2012: Studio Urbanization (Arenbergschouwburg / MAF)
- 2013: Lift Not The Painted Veil Which Those Who Live Call Life van De Tijd (Thomas Janssens en Bert Dockx)
- 2014: Empedokles van Theater Zuidpool (regie: Jorgen Cassiers en Koen Van Kaam)
- 2015: Saint Amour-tournee (Behoud de Begeerte)
- 2016: The Jungle is Our House van Club Ronni & Guy (regie: Veerle van Overloop)
- 2022: Kroniek Van Het Vuur (Josse De Pauw)

### Diversen
- 2013: Live soundtrack voor Nosferatu, eine Symphonie des Grauens van F.W. Murnau (compositie: Michiel De Malsche)
- 2014: Dans Dans componeert en brengt live muziek bij experimentele filmcreatie van Philippe Werkers (Cinema Zuid)

- Bibliothèque nationale de France: cb156134912 (data)
- MusicBrainz: 41877403-4f10-497e-a920-ac8e2c1154ce
- Virtual International Authority File: 29855277